# Gedeon Burkhard
Gedeon Burkhard (München, 1969. július 3. –) német színész.
Leginkább a Rex felügyelő és Cobra 11-beli szerepeiről ismert, de az egyik legjelentősebb szerepet is megkapta a Polip 7. évadjában.

## Élete
Walter von Molo  író és a híres olasz-osztrák-albán színész, Aleksandër Moisiu  dédunokája. Édesapja Wolfgang Burkhard filmvágó, édesanyja Elisabeth „Liesel” von Molo színésznő.
Iskoláit nem ő választotta, de nem is sokáig járt oda. Az alap ok, hogy utált iskolába járni. Nem szerette a kötöttségeket, emiatt sokszor magaviselete, de tanulmányi eredményei miatt is többször eltanácsolták. Ekkor szülei magáninternátusba íratták, de ez sem tartott sokáig. A középiskolákat Angliában és Amerikában végezte el. Balett- és musicaliskolákba is járt, táncos karrierjének egy súlyos bokatörés vetett véget, pedig a tánc volt az élete. Még a müncheni Állami Balett Akadémiába is beiratkozott. Nevét onnan kapta, hogy édesanyja tinédzserkorában flörtölt egy magyar fiúval, akit Gedeonnak hívtak. Ezért a nekik furcsán csengő név miatt, iskolatársai sokat csúfolták.[forrás?]
A német Bild olvasói 1998-ban a 3. legerotikusabb férfiszínésznek választották meg.
1996-ban feleségül vett egy amerikai újságírónőt, de házasságuk mindössze három hónapig tartott. Jelenleg egyedülálló.
2004-ben egy korábbi barátnőjének, Filomena Iannaconénak kislánya született tőle, Gioia Filomena.
Állandó magyar hangjai Viczián Ottó (Rex felügyelő, Cobra 11, Becstelen brigantyk) és Papp Dániel (Pusztító Tűzvihar, A kívánságok fája).

## Karrierje
Már 1992-ben játszott filmben, sőt elhalmozták szerepajánlatokkal, szüleinek köszönhetően. Emiatt túlságosan elbízta magát, s nagyobb karrierről álmodva Amerikába költözött, ahol azonban nem az várta, amire számított. Kint mindössze reklámfilmekben kapott állást. 2-3 év után visszatért Németországba és most is itt forgat. Legismertebb szerepei Alexander Brandtner felügyelő a Rex felügyelő című sorozatban és Chris Ritter főfelügyelő a Cobra 11 című sorozatban. 2009-ben együtt játszott Brad Pitt-tel a Quentin Tarantino-rendezte Becstelen brigantyk című filmben.

## Rex felügyelő
A 4. évadban jelenik meg a Rex felügyelőben. Richard Moser, vagyis Tobias Moretti helyett jött a sorozatba. Egészen a 7. évadig játszotta Alexander Brandtner szerepét. Magyar hangja Viczián Ottó.

## Cobra 11
A 21. évadban jelenik meg a Cobra 11-ben. Tom Kranich, vagyis René Steinke helyett jött a sorozatba. Egészen a 23. évadig játszotta Chris Ritter szerepét Semir Gerkhan, vagyis Erdoğan Atalay oldalán. Magyar hangja Viczián Ottó.

## Filmjei
- Csipkerózsika – Sípová Ruzenka (1990)
- Gengszterfiókák – Kleine Haie (1992)
- Smink nélkül – Abgeschminkt! (1992)
- Viszonyok (1994)
- Árva gyerek két tűz között – Wem gehört Tobias? (1996)
- Magenta (1996)
- Csábító kísértés – Gefährliche Lust - Ein Mann in Versuchung (1998)
- Két kakas, két liba, négy galiba – 2 Männer, 2 Frauen - 4 Probleme!? (1998)
- We'll meet again (2002)
- Pusztító tűzvihar – Superfire (2002)
- Das Bisschen Haushalt (2003)
- A kívánságok fája – Der Wunschbaum (2004)
- Az utolsó vonat – Der Letzte Zug (2006)
- Becstelen brigantyk (2009) – Wilhelm Wicki tizedes

## Tv-filmjei, sorozatai
- Fekete Szépség újabb kalandjai
- Rex felügyelő (1997-től, a 4. évadtól)
- A König
- 2 férfi, 1 eset
- Polip 7 (1995) – Daniele Rannisi, a kalózrádiós
- Egyedül a maffia ellen
- Álomhajó (1996) – Andreas Sessler
- A rendőrségi hívószáma: 110
- Veszélyes csábítás
- Halálos titkok
- Cobra 11 (2007–2008)
- A hegyi doktor - Újra rendel (2017) – Leon Richthofen